# Pulo Ie II
Pulo Ie II is een bestuurslaag in het regentschap Aceh Selatan van de provincie Atjeh, Indonesië. Pulo Ie II telt 175 inwoners (volkstelling 2010).